# Zdenko Petranović
Zdenko Petranović (Delnice, 8. travnja 1919. – Banja Loka, kod Kostela, 21. travnja 1942.) bio je narodni heroj i sudionik Narodnooslobodilačke borbe Jugoslavije.

## Životopis
Po završetku prvog razreda pučke škole seli se u Dragu pokraj Sušaka s roditeljima. Tu završava i šegrtsku školu te se zapošljava u svojstvu trgovačkog pomoćnika. Godine 1938., U Sušaku učestvuje u demonstracijama protiv Hitlerove okupacije čehoslovačkih Sudeta. Zbog svog istupa u demonstracijama dobiva otkaz na radnom mjestu. Na odsluženju vojnog roka u Zvorniku dočekuje kapitulaciju Kraljevine Jugoslavije, nakon čega se vraća u Dragu kod roditelja. Početkom Travanjskiog rata, Zdenko živi s obitelji u Sušaku. Vraća se u Delnice i brat ga povezuje s članovima (KPJ) da bi ubrzo i priključio( partizanima u "Delničku četu". Četa ubrzo biva napadnuta, a Zdenko odlazi s grupom boraca u Bitoraj, ličko-fužinski partizanski logor i tamo dobiva nadimak Jastreb. Zdenko postaje zapovjednik Omladinske čete trećeg bataljona "Goranin" Primorsko-goranskog odreda. U jednoj akciji kod Banja Loke u Sloveniji, prilikom povlačenja od neprijateljskih tenkova, pada pokošen mitraljeskom rafalnom paljbom. Proglašen je narodnim herojem Jugoslavije 20. prosinca 1951. godine. U Delnicama je u čast Zdenku postavljena bista.